# 颱風伊蘭 (1978年)
颱風伊蘭（英語：Typhoon Elaine，菲律賓大氣地球物理和天文服務管理局：Miding）是1978年太平洋颱風季中其中一個熱帶氣旋，風暴於8月18日形成，在8月28日消散，維持了約10日。伊蘭源自菲律賓以東海面的熱帶擾動，其後增強為熱帶低氣壓及以西南方向趨向呂宋，出海後增強成為熱帶風暴，以西北方向通過南海北部，到登陸華南沿岸前進一步增強為颱風，最終在雷州半島登陸而消散。
伊蘭是第二個令皇家香港天文台懸掛該年八號烈風或暴風信號的風暴，前一個是強烈熱帶風暴愛娜斯，不過因它加速移動之故，對香港的破壞不大，最終導致1人死、51人傷。它亦是自1974年颱風伊蘭以來再次有同名颱風影響香港和華南。菲律賓早前受多個風暴影響出現暴雨及水浸，伊蘭為當地災情加劇，有至少47人死亡、16人失蹤，經濟損失8700萬比索。至於廣東省則有21人死、66人傷，不少房屋及農作物受災。

## 氣象歷史
一個熱帶擾動於8月18日菲律賓以東海面形成，及後以西北方向橫過菲律賓海。這擾動於8月23日在馬尼拉之東北約435公里附近海面增強為熱帶低氣壓，該熱帶低氣壓先以西南方向趨向呂宋，並於翌日登陸呂宋東北部。菲律賓大氣地球物理和天文服務管理局基於此熱帶低氣壓逼近呂宋島，隨即對它進行監測及給予其菲律賓名稱「Miding」。皇家香港天文台該熱帶低氣壓在進入南海後已增強成為熱帶風暴，美國聯合颱風警報中心也跟隨升格並命名為伊蘭，臺灣交通部中央氣象局同日升為輕度颱風。8月25日，香港天文台將伊蘭升為強烈熱帶風暴，當時天文台經氣象衛星雲圖分析之後，認為伊蘭相關雲帶組織良好，但風暴中心未見清晰，又指出中心風力已達100公里每小時。
伊蘭在8月26至27日以西北方向，先後通過東沙群島和香港南方海面，同時持續增強，美方在8月27日進一步將伊蘭升為颱風，中央氣象局同日也將伊蘭升為中度颱風。香港天文台指出，伊蘭的組織持續完善，中心風力已達110公里每小時，但始終未將它升至颱風，一直維持強烈熱帶風暴級數。伊蘭最終於8月27日下午在廣東省湛江地區吳川縣登陸，隨即轉向西移動，經雷州半島進入內陸，威力減弱。翌日，香港天文台將伊蘭降格為熱帶風暴，美方及中央氣象局在同日分別降格其為熱帶風暴及輕度颱風。伊蘭持續受到地形影響，結構遭嚴重破壞，到同日美方、香港天文台及中央氣象局皆降格其為熱帶低氣壓，它不久後在越南北部消失。

## 影響

### 菲律賓
伊蘭在8月24日登陸呂宋島東北部，並吹襲當地農田，造成許多水浸及山泥傾瀉事件，不少人需要逃離家園；據當地紅十字會表示：伊蘭登陸當日有三人被山泥活埋而死，另一人則在嘗試回家執拾時溺斃；至少有3,170戶共19,020人需要撤往學校、會堂等建築物暫住；碧瑤市有三個區域受暴雨而來的泥石所影響，而全市對外道路要暫時封閉。另一方面，馬尼拉帕賽市有14名犯人趁風雨鋸開鐵欄，成功越獄；路透社表示，由於菲律賓在兩星期內已經受到六次風暴吹襲，造成不少人命傷亡，伊蘭的吹襲會令呂宋北部再受影響，並增加救援難度。其後一兩日陸續傳出更多災情，據當地救援人員透露，當地很多防波堤、水壩、橋樑被洪水沖毀，農田及房屋被淹，另有不少通訊設施和公路被破壞，死亡人數增至至少19人。合眾國際社表示，呂宋48個城市被水淹沒，需要撤離的居民增至近17萬名，另有數千間房屋被水沖毀。而軍方在8月27日派軍事直昇機到五個被洪水隔絕的省份，空投糧食和其他日用必需品給當地數千災民。菲律賓官方在事後統計則指出，風暴在全國造成47人死亡、四人受傷、16人失蹤，150,331戶共849,430人受災，房屋全毀608間、半毀1,121間，經濟損失8700萬比索。

### 香港
- 當地評定巔峰強度分級：（HKO）
- 當地評定最大持續風速：110每小時（31每秒；59節）（十分鐘）
- 當地懸掛之最高熱帶氣旋警告信號： 八號東北烈風或暴風信號 /  八號東南烈風或暴風信號
- 最接近當地時間：1978年8月27日上午11時
- 最接近當地位置：天文台總部之西南約225公里

皇家香港天文台在8月25日下午4時正懸掛一號戒備信號，隨著伊蘭加速靠近香港，天文台在8月26日下午1時20分改掛三號強風信號。伊蘭持續增強及靠近華南地區，香港境內風力逐漸加強。由於天文台預計有機會吹烈風，所以在同日晚上9時15分改掛八號東北烈風或暴風信號，8月27日早上7時10分再改掛八號東南烈風或暴風信號。到同日下午4時40分因應伊蘭遠離而改掛三號信號，所有信號於晚上11時正除下。值得留意的是，近四年前香港也受同名颱風影響，同樣導致天文台一度懸掛八號信號。
因應伊蘭來襲，香港水陸交通在8月27日午夜起全面停止服務，直至中午陸續恢復，機場方面共29班航機延誤或轉飛他處。民政署開放市區83間防風庇護站，有68人入住，新界方面有80間防風臨時庇護站，約1,440名村民及郊遊人士暫避。這場風暴導致一死51人受傷，多為被風吹倒的玻璃或物件所傷，其中那名死者是一名休班警員，在8月26日下午即三號信號正在懸掛時，路經沙田禾輋邨建築地盤附近時被高處墜下的物件擊中，送院後證實不治。市區多處棚架倒塌，導致觀塘敬業街及北角馬寶道等多條道路封閉，但無人受傷。荃灣大河道村後面一幅山泥突然傾瀉，一間木屋牆身被毀，附近14間木屋共40人需要緊急疏散。早前風暴愛娜斯吹襲，令新界農民遭受重大損失，有部分農民緊接補種菜苗，但因伊蘭來到令菜苗連根拔起，那些農民一個月來的災後復元成果因此化為烏有。

### 中國大陸
- 當地評定巔峰強度分級：（CMA）
- 當地評定最大持續風速：35每秒（68節；130每小時）（二分鐘）
- 當地評定中心最低氣壓：965百帕斯卡（28.50英寸汞柱）

中國大陸廣東省氣象台在8月26日晚間為該年「第十二號颱風」（指伊蘭）發佈緊急警報，指颱風在未來24小時內，在斗門縣至湛江市之間沿海登陸，廣東西部至海南島一帶最大風力可達十二級；而廣東東南部至海南島同時會有大雨至暴雨。颱風最終於8月27日下午在吳川縣登陸，全省48個縣市出現大風，最大陣風逾40米每秒，陽江、恩平、中山等6個縣市出現大暴雨，且造成21人死、66人傷，房屋全毀2.1萬間、半毀26萬間，受災農作物面積90.4萬公頃。

## 註腳
1. ↑  本文所有金額按當年幣值計算。
2. ↑  包括日本氣象廳在內的全世界大部分區域專責氣象中心採用十分鐘持續風速衡量熱帶氣旋強度，但美國的聯合颱風警報中心採用一分鐘持續風速，兩個數值的換算比約為1比1.14。[5]

## 外部連結
- 1978年熱帶氣旋年刊 （页面存档备份，存于），皇家香港天文台
- 民國六十七年北太平洋西部颱風概述 （页面存档备份，存于），交通部中央氣象局